# Liste des jardins portant le label Jardin remarquable en Bourgogne-Franche-Comté
Cet article recense les jardins possédant le label « jardin remarquable » en Bourgogne-Franche-Comté, en France.
Au début 2024, la région compte 31 jardins ainsi labellisés.

## Liste
| Jardin                                                   | Département    | Commune                 | Année | Coordonnées                 | Photo |
| -------------------------------------------------------- | -------------- | ----------------------- | ----- | --------------------------- | ----- |
| Parc du château d'Arcelot                                | Côte-d'Or      | Arceau                  | 2004  | 47° 22′ 06″ N, 5° 11′ 33″ E |       |
| Parc et jardin du château                                | Côte-d'Or      | Barbirey-sur-Ouche      | 2004  | 47° 15′ 09″ N, 4° 45′ 20″ E |       |
| Jardin du château                                        | Côte-d'Or      | Fontaine-Française      | 2015  | 47° 31′ 42″ N, 5° 22′ 06″ E |       |
| Potager fleuri du château de Lantilly                    | Côte-d'Or      | Lantilly                | 2004  | 47° 32′ 39″ N, 4° 23′ 53″ E |       |
| Jardin de la Serrée                                      | Côte-d'Or      | Mesmont                 | 2012  | 47° 18′ 31″ N, 4° 45′ 58″ E |       |
| Parc et potager du château de Montigny-sur-Aube          | Côte-d'Or      | Montigny-sur-Aube       | 2015  | 47° 57′ 09″ N, 4° 46′ 43″ E |       |
| Jardin des cinq roses                                    | Côte-d'Or      | Talant                  | 2011  | 47° 20′ 27″ N, 5° 00′ 20″ E |       |
| Jardin du château de Talmay                              | Côte-d'Or      | Talmay                  | 2004  | 47° 21′ 23″ N, 5° 26′ 12″ E |       |
| Parc et jardin du château de Bournel                     | Doubs          | Cubry                   | 2011  | 47° 29′ 14″ N, 6° 24′ 53″ E |       |
| Jardin aquatique Acorus                                  | Haute-Saône    | Autoreille              | 2015  | 47° 22′ 07″ N, 5° 48′ 27″ E |       |
| Parc de l'Étang                                          | Haute-Saône    | Battrans                | 2005  | 47° 26′ 01″ N, 5° 38′ 30″ E |       |
| Jardin des rouges vis                                    | Haute-Saône    | Frahier-et-Chatebier    | 2011  | 46° 49′ N, 4° 50′ E         |       |
| Jardin du Clos-Ballot                                    | Haute-Saône    | Chancey                 | 2019  | 47° 19′ 16″ N, 5° 41′ 03″ E |       |
| Arboretum la Cude                                        | Haute-Saône    | Mailleroncourt-Charette | 2011  | 47° 43′ 35″ N, 6° 15′ 39″ E |       |
| Parc du château d'Ouge                                   | Haute-Saône    | Ouge                    | 2011  | 47° 47′ 48″ N, 5° 42′ 17″ E |       |
| Jardin anglais                                           | Haute-Saône    | Vesoul                  | 2015  | 47° 37′ 20″ N, 6° 09′ 50″ E |       |
| Parc du château d'Arlay et jardin des jeux               | Jura           | Arlay                   | 2005  | 46° 45′ 34″ N, 5° 32′ 26″ E |       |
| Atelier-jardin                                           | Jura           | Cressia                 | 2011  | 46° 31′ 46″ N, 5° 28′ 37″ E |       |
| Jardin de Landon                                         | Jura           | Dole                    | 2006  | 47° 06′ 17″ N, 5° 29′ 16″ E |       |
| Jardin Annabelle                                         | Jura           | Rainans                 | 2011  | 47° 09′ 17″ N, 5° 28′ 57″ E |       |
| Jardin de la Chaux                                       | Nièvre         | Alligny-en-Morvan       | 2006  | 47° 13′ 27″ N, 4° 08′ 19″ E |       |
| Jardin du château de Corbelin                            | Nièvre         | La Chapelle-Saint-André | 2015  | 47° 22′ 51″ N, 3° 19′ 53″ E |       |
| Parc et jardin du château                                | Nièvre         | Châtillon-en-Bazois     | 2004  | 47° 03′ 30″ N, 3° 40′ 35″ E |       |
| Forgeneuve                                               | Nièvre         | Coulanges-lès-Nevers    | 2004  | 47° 00′ 40″ N, 3° 10′ 50″ E |       |
| Jardin des Soussilanges                                  | Saône-et-Loire | Céron                   | 2020  | 46° 16′ 57″ N, 3° 56′ 37″ E |       |
| Les jardins du château de Drée                           | Saône-et-Loire | Curbigny                | 2004  | 46° 18′ 08″ N, 4° 17′ 59″ E |       |
| Jardin potager du château de Digoine                     | Saône-et-Loire | Palinges                | 2006  | 46° 31′ 43″ N, 4° 12′ 44″ E |       |
| Parc et jardin de Courterolles                           | Yonne          | Guillon-Terre-Plaine    | 2020  | 47° 31′ 38″ N, 4° 05′ 11″ E |       |
| Jardin de La Borde                                       | Yonne          | Leugny                  | 2013  | 47° 41′ 06″ N, 3° 21′ 26″ E |       |
| Parc du Moulin à Tan et serres de collections tropicales | Yonne          | Sens                    | 2011  | 48° 11′ 04″ N, 3° 16′ 42″ E |       |
| Parc du château de Thorigny                              | Yonne          | Thorigny-sur-Oreuse     | 2006  | 48° 17′ 40″ N, 3° 23′ 54″ E |       |